# Haut-Mbomou
Haut-Mbomou – prefektura w Republice Środkowoafrykańskiej z siedzibą w Obo. Wchodzi w skład regionu Haut-Oubangui.
Prefektura rozciąga się we wschodniej części kraju i graniczy z Demokratyczną Republiką Konga oraz Sudanem Południowym. Na północnym zachodzie Haut-Mbomou graniczy z prefekturą Haute-Kotto, a na południowym zachodzie z prefekturą Mbomou.
Powierzchnia Haut-Mbomou wynosi 55 530 km². W 1988 zamieszkiwało ją 27 113, a w 2003 roku 57 602 osób.
W skład Haut-Mbomou wchodzą 4 podprefektury (sous-préfectures) i 5 gmin (communes):
- podprefektura Bambouti
  - Lili
- podprefektura Djéma
  - Djéma
- podprefektura Obo
  - Obo
  - Mboki
- podprefektura Zémio
  - Zémio